# Miguel Semino
Miguel Ángel Semino Imbriaco (Montevideo, Uruguay, 15 de junio de 1934 - ídem, 4 de octubre de 2020) fue un abogado y político uruguayo, quien se desempeñó como Secretario de la Presidencia entre 1985 y 1989. Fue también embajador en Perú y en Francia, así como un destacado especialista en Derecho Constitucional.

## Primeros años
Nació en Montevideo el 15 de junio de 1934,hijo de Angel Juan Semino y Dora Antonia Imbriaco Pereira.
Cursó estudios en la Facultad de Derecho de la Universidad de la República, donde obtuvo el título de abogado en 1961.
Especializado en Derecho Constitucional, fue profesor adscripto de dicha materia en la Facultad de Derecho de la Universidad de la República, y escribió diversas obras jurídicas sobre temas de su especialidad.
Fue vicepresidente del Colegio de Abogados del Uruguay, y asesor jurídico del Rectorado de la Universidad, siendo cesado en tal cargo durante la dictadura cívico militar instaurada en 1973.

## Secretario de la Presidencia
Con la restauración de la democracia en el país, el 1° de marzo de 1985 el nuevo presidente Julio María Sanguinetti lo designó Secretario de la Presidencia.
Desempeñó el cargo durante la casi totalidad de la presidencia de Sanguinetti, renunciando en noviembre de 1989 para asumir el cargo de embajador. Fue sustituido por Carlos Balsa.

## Embajador en Perú y Francia y otros cargos
En diciembre de 1989 fue nombrado embajador de Uruguay en Perú.
Durante la segunda presidencia de Sanguinetti fue adscripto a la Presidencia de la República,hasta que en 1997 fue designado embajador en Francia.
En julio de 2003 fue nombrado, a propuesta de la Administración Nacional de Educación Pública, como miembro del Consejo Consultivo de Enseñanza Tercuaria Privada,cargo en el que permaneció hasta su renuncia en junio de 2005.

## Vida personal. Fallecimiento
Contrajo matrimonio con María Rosario Baráibar.
Miguel Semino falleció en Montevideo el 4 de octubre de 2020, a los 86 años de edad.